# Liste der Baudenkmäler in Winhöring
Auf dieser Seite sind die Baudenkmäler in der oberbayerischen Gemeinde Winhöring zusammengestellt. Diese Tabelle ist eine Teilliste der Liste der Baudenkmäler in Bayern. Grundlage ist die Bayerische Denkmalliste, die auf Basis des Bayerischen Denkmalschutzgesetzes vom 1. Oktober 1973 erstmals erstellt wurde und seither durch das Bayerische Landesamt für Denkmalpflege geführt wird. Die folgenden Angaben ersetzen nicht die rechtsverbindliche Auskunft der Denkmalschutzbehörde.
 Die Liste gibt den Fortschreibungsstand vom 3. Juli 2018 wieder und umfasst 38 Baudenkmäler.

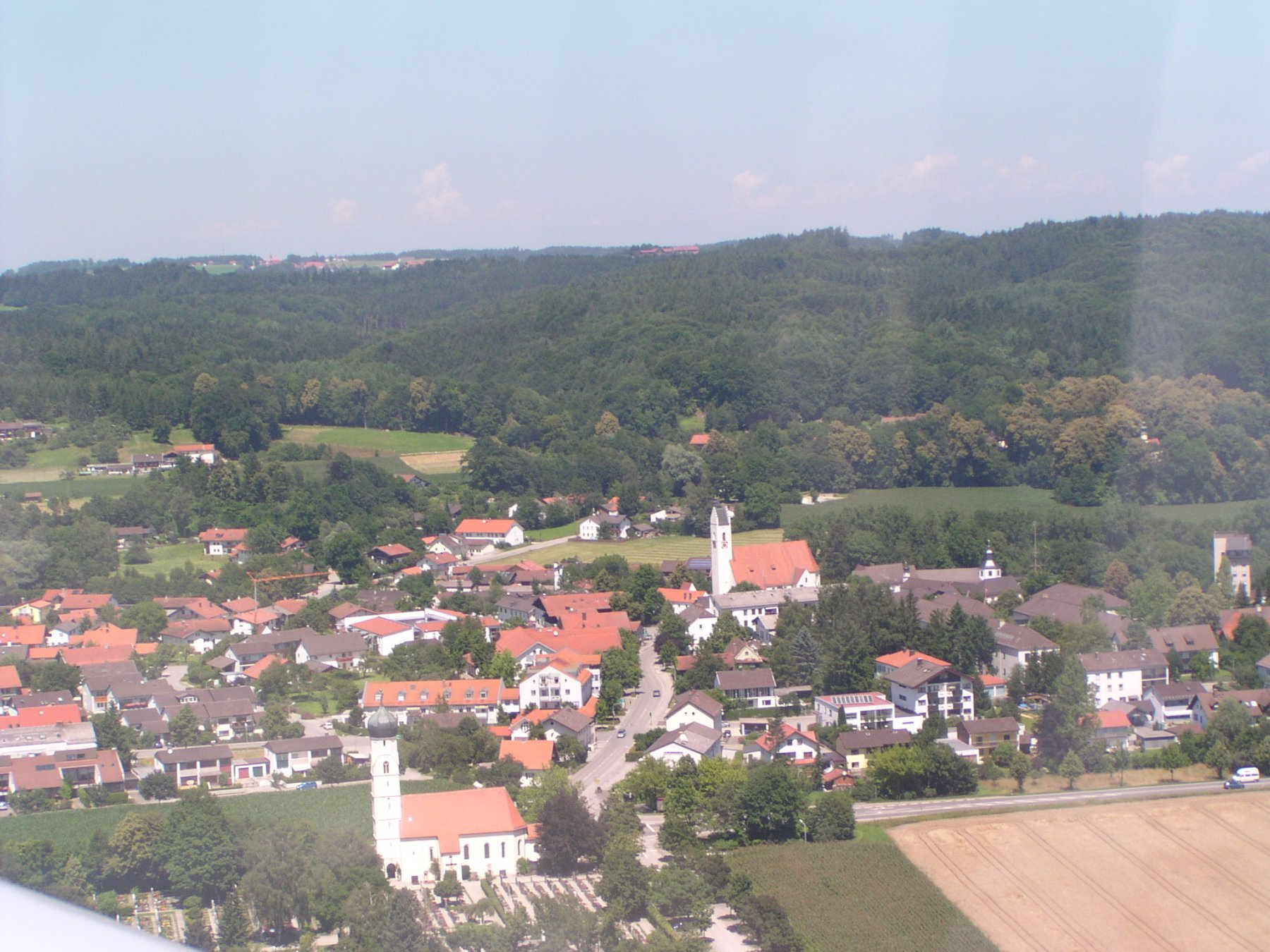
Winhöring aus der Luft gesehen

## Baudenkmäler nach Ortsteilen

### Winhöring
| Lage                                                                                            | Objekt                                              | Beschreibung | Akten-Nr.     | Bild           |
| ----------------------------------------------------------------------------------------------- | --------------------------------------------------- | --- | ------------- | -------------- |
| Holzen 117; Nähe Schloss; Nähe Toerringstraße; Schloßberg; Sollach; Toerringstraße 2 (Standort) | Schlosspark                                         | Siehe auch Listeneintrag Törringstraße 1. | D-1-71-137-9  | BW             |
| Landshuter Straße 17 (Standort)                                                                 | Katholische Kirche St. Maria, sogenannte Feldkirche | Saalkirche, 15. Jahrhundert, mit Kapellenerweiterungen von 1636 und 1655; mit Ausstattung. | D-1-71-137-2  | weitere Bilder |
| Landshuter Straße 35 (Standort)                                                                 | Wohnteil des ehemaligen „Forstergütls“              | Zweigeschossiger Blockbau mit erneuertem umlaufendem Schrot, im Giebelfeld (innen) bezeichnet mit 1796; aus Forstergütl (Markt Marktl, Landkreis Altötting) 1995 transferiert und 1996/97 als Ostflügel der heutigen Anlage wiedererrichtet. Traufseitige Bundwerkwände mit bemalten Details und giebelseitiges Gitterbundwerk, Mitte 19. Jahrhundert; 1996 aus Niederlehen (Gde. Engelsberg, Lkr. Traunstein) transferiert und in Stadelneubau (Westflügel) integriert. | D-1-71-137-54 | BW             |
| Nähe Mühldorfer Straße (Standort)                                                               | Stadel                                              | Mit Gitterbundwerk, Mitte 19. Jahrhundert. | D-1-71-137-4  | BW             |
| Nähe Neuöttinger Straße (Standort)                                                              | Zwei turmartige Pavillons                           | Barock, Mitte 18. Jahrhundert, ehemals zum Pfarrgarten gehörig (jetzt Schulhof). | D-1-71-137-53 | BW             |
| Neuöttinger Straße 7; 5a; 5 (Standort)                                                          | Pfarrhof                                            | Stattliche Barockanlage. Nordöstlich zweigeschossiger Wohnbau mit Arkaden, Balustraden und Turm, bezeichnet mit „1728“; nordwestlich angrenzend ehemaliger Ökonomietrakt, Satteldachbau mit Lisenengliederung, profilierten Lichtöffnungen und Arkadengang, um 1728; nördlich angrenzend Mesnerhaus, zweigeschossiger Bau mit Steildach, wohl 18. Jahrhundert; Westflügel, ehemaliger Ökonomietrakt, zweigeschossiger Satteldachbau mit Türmchen und querovalen Lichtöffnungen, wohl 1728; Südflügel, ehemaliger Ökonomietrakt, jetzt Bücherei, zweigeschossiger, Satteldachbau, wohl ebenfalls 1728. | D-1-71-137-6  | weitere Bilder |
| Obere Hofmark 2; 1 (Standort)                                                                   | Katholische Pfarrkirche St. Peter und Paul          | Staffelhallenkirche, spätgotische Anlage, zweite Hälfte 15. Jahrhundert, Unterteile des Turms romanisch; mit Ausstattung; Friedhofsmauer, teilweise mannshoch, aus Ziegeln und Feldsteinen, an der Nordinnenseite eingemauerte Epitaphien des 19. Jahrhunderts, an der Südwestseite mit Blendnischen, an einigen Stellen angesetzte Stützpfeiler, im Kern 16. Jahrhundert, sonst 18. Jahrhundert mit späteren Auswechslungen; Friedhofskapelle, 15. Jahrhundert; mit Ausstattung. | D-1-71-137-1  | weitere Bilder |
| Nähe Schloss; Toerringstraße 4 (Standort)                                                       | Schlossgarten, sogenannter Orangeriegarten          | Rechteckig ummauerte, nach Westen von drei symmetrisch angeordneten Walmdachbauten begrenzte Anlage; ehemalige Orangerie (mittlerer Bau) und zwei niedrigere ehemalige Gärtnereigebäude (Flügelbauten), erste Hälfte 18. Jahrhundert, nach Brandschaden von 1945 wiederhergestellt; Gartenanlage mit Wegeachsen und Bepflanzung um 1999/2000 rekonstruiert; Umfassungsmauer mit innenseitiger Blendbogengliederung, teilweise erneuert. Siehe auch Listeneintrag Toerringstraße 1. | D-1-71-137-12 | weitere Bilder |
| Toerringstraße 1; 3 (Standort)                                                                  | Schloss Winhöring, sogenanntes Schloss Frauenbühl   | Vierflügelanlage um geschlossenen Innenhof, 1622, Erhöhung der Geschosse 1721–30; mit historischer Ausstattung; Vorhof, nördlich zwei Pavillons mit Zeltdach, südlich bzw. westlich langgestreckte, eingeschossige Walmdachbauten mit Zwerchhaus, Umfassungsmauer, 1725. | D-1-71-137-7  | weitere Bilder |
| Toerringstraße 2; 3 (Standort)                                                                  | Schlossökonomie                                     | Vierseitig umbauter Ökonomiehof, Westflügel mit Walmdach und Zwerchhaus (zugleich östliche Begrenzung des Vorhofes), sonst zweigeschossige Satteldachbauten, 17. Jahrhundert. Siehe auch Listeneintrag Toerringstraße 1. | D-1-71-137-10 | BW             |
| Toerringstraße 3 (Standort)                                                                     | Schlossgaststätte, sogenanntes Kellerhaus           | Satteldachbau, Anfang 19. Jahrhundert. | D-1-71-137-11 | BW             |
| Toerringstraße 6 (Standort)                                                                     | Wohnhaus, sogenanntes Arbeiterhaus                  | Zweigeschossiger Walmdachbau mit Putzgliederung, 18. Jahrhundert; Nebengebäude, eingeschossiger Satteldachbau mit Putzgliederung und profiliertem Gesims, 18./19. Jahrhundert. | D-1-71-137-13 | BW             |
| Toerringstraße 8 (Standort)                                                                     | Forsthaus                                           | Zweigeschossiger Walmdachbau mit Putzgliederung, 18. Jahrhundert. | D-1-71-137-14 | BW             |
| Toerringstraße 9 (Standort)                                                                     | Wohnhaus, sogenanntes Schweizerhaus                 | Zweigeschossiger Walmdachbau mit Putzgliederung, 18. Jahrhundert. | D-1-71-137-55 | BW             |
| Toerringstraße 10; Nähe Toerringstraße (Standort)                                               | Schlosskapelle Heilige Drei Könige                  | Wohl 16. Jahrhundert, erneuert 1727; mit Ausstattung; Kirchhofmauer. Siehe auch Listeneintrag Toerringstraße 1. | D-1-71-137-8  | BW             |
| Toerringstraße 18 (Standort)                                                                    | Kleinbauernhaus                                     | Mit Blockbau-Obergeschoss, nach Mitte 17. Jahrhundert. | D-1-71-137-16 | BW             |

### Aich
| Lage              | Objekt               | Beschreibung                                                   | Akten-Nr.     | Bild |
| ----------------- | -------------------- | -------------------------------------------------------------- | ------------- | ---- |
| Aich 3 (Standort) | Gitterbundwerkstadel | Westflügel des Vierseithofes, drittes Viertel 19. Jahrhundert. | D-1-71-137-18 | BW   |

### Aufham
| Lage                | Objekt                                       | Beschreibung | Akten-Nr.     | Bild |
| ------------------- | -------------------------------------------- | --- | ------------- | ---- |
| Aufham 8 (Standort) | Wohnstallhaus (Nordflügel des Vierseithofes) | Zweigeschossiger Flachsatteldachbau, mit Durchfahrt an der Ostseite, Mitte 19. Jahrhundert; Stallstadel (Südflügel), mit Bundwerk-Obergeschoss, gleichzeitig; Bundwerkhütte (Osttrakt), gleichzeitig. | D-1-71-137-21 | BW   |

### Burg
| Lage               | Objekt                     | Beschreibung                                                                                               | Akten-Nr.     | Bild           |
| ------------------ | -------------------------- | --- | ------------- | -------------- |
| Burg 31 (Standort) | Schlosskapelle             | Erste Hälfte 16. Jahrhundert; mit Ausstattung.                                                             | D-1-71-137-23 | weitere Bilder |
| Burg 32 (Standort) | Ehemaliges Hofmarksschloss | Zweigeschossiger Satteldachbau mit profiliertem Traufgesims, im Kern zum Teil noch Anfang 18. Jahrhundert. | D-1-71-137-24 | BW             |

### Ehegarten
| Lage                    | Objekt        | Beschreibung                                                                 | Akten-Nr.     | Bild |
| ----------------------- | ------------- | ---------------------------------------------------------------------------- | ------------- | ---- |
| Ehegarten 16 (Standort) | Wohnstallhaus | Mit Blockbau-Obergeschoss, zum Teil verschalt, erste Hälfte 19. Jahrhundert. | D-1-71-137-26 | BW   |

### Eisenfelden
| Lage                                                 | Objekt            | Beschreibung | Akten-Nr.     | Bild           |
| ---------------------------------------------------- | ----------------- | --- | ------------- | -------------- |
| Am Bahnhof 5 (Standort)                              | Bahnhof Neuötting | Bahnhofsgebäude symmetrisch angelegt, dreigeschossiger Mittelbau mit vorstehendem Flachwalmdach, seitlich Rückwände der Bahnsteigüberdachungen und an deren Enden kleine Pavillons, alle Bauten mit unverputztem Klinkermauerwerk, um 1875. | D-1-71-137-27 | weitere Bilder |
| August-Unterholzner-Straße 5 (Standort)              | Burgfriedenssäule | Stele aus Rotmarmor mit Relief, bez. 1716 | D-1-71-137-58 | BW             |
| Eisenfelden 10, östlich vom Ort auf Hügel (Standort) | Privatkapelle     | Zweite Hälfte 19. Jahrhundert. | D-1-71-137-29 | BW             |

### Hart
| Lage              | Objekt                | Beschreibung | Akten-Nr.     | Bild |
| ----------------- | --------------------- | --- | ------------- | ---- |
| Hart 3 (Standort) | Ehemaliges Bauernhaus | Nordflügel des Bauernhofes, zweigeschossiger Satteldachbau mit Blockbau-Kniestock und Bundwerk am Heuboden, wohl erste Hälfte 19. Jahrhundert; Hütte (Südflügel), mit Bundwerk, erste Hälfte 19. Jahrhundert; Stadel (Westflügel), mit Bundwerk, erste Hälfte 19. Jahrhundert. | D-1-71-137-34 | BW   |

### Hof
| Lage             | Objekt                                 | Beschreibung           | Akten-Nr.     | Bild |
| ---------------- | -------------------------------------- | ---------------------- | ------------- | ---- |
| Hof 8 (Standort) | Zugehöriger stattlicher Bundwerkstadel | Mitte 19. Jahrhundert. | D-1-71-137-35 | BW   |

### Holzen
| Lage                  | Objekt                              | Beschreibung | Akten-Nr.     | Bild           |
| --------------------- | ----------------------------------- | --- | ------------- | -------------- |
| Holzen 116 (Standort) | Kleinbauernhaus                     | Mit Blockbau-Obergeschoss und Traufschrot, bezeichnet mit „1837“; an der Giebelseite Kruzifix mit arma sacra, bezeichnet mit „1831“. | D-1-71-137-37 | BW             |
| Holzen 117 (Standort) | Ortskapelle St. Antonius der Eremit | Erste Hälfte 19. Jahrhundert. | D-1-71-137-36 | weitere Bilder |

### Kautzing
| Lage                  | Objekt                                                                    | Beschreibung | Akten-Nr.     | Bild |
| --------------------- | ------------------------------------------------------------------------- | --- | ------------- | ---- |
| Kautzing 9 (Standort) | Wohnteil des ehemaligen Bauernhauses (ehemaliger Stallteil neu errichtet) | Mit Blockbau-Kniestock, erste Hälfte 19. Jahrhundert; westlich ehemaliger Kuhstall, mit Bundwerk-Obergeschoss, wohl gleichzeitig. | D-1-71-137-38 | BW   |

### Lindloh
| Lage                 | Objekt      | Beschreibung                                                                             | Akten-Nr.     | Bild        |
| -------------------- | ----------- | ---------------------------------------------------------------------------------------- | ------------- | ----------- |
| Lindloh 1 (Standort) | Feldkapelle | Kleiner Backsteinbau mit Dachreiter, neugotisch, bezeichnet mit „1885“; mit Ausstattung. | D-1-71-137-40 | Feldkapelle |

### Pfaffenbuch
| Lage                      | Objekt        | Beschreibung                                                                                             | Akten-Nr.     | Bild |
| ------------------------- | ------------- | --- | ------------- | ---- |
| Pfaffenbuch 23 (Standort) | Wohnstallhaus | Zweigeschossiger Blockbau, 18. Jahrhundert, Dach später; Getreidekasten, Blockbau, wohl 18. Jahrhundert. | D-1-71-137-42 | BW   |

### Salzing
| Lage                  | Objekt                     | Beschreibung | Akten-Nr.     | Bild |
| --------------------- | -------------------------- | --- | ------------- | ---- |
| Salzing 27 (Standort) | Ehemaliges Kleinbauernhaus | Mittertennbau mit Blockbau-Obergeschoss und Traufschrot, ursprünglich Ganzblockbau um 1715/40, im 19. Jahrhundert und frühen 20. Jahrhundert überformt; kleiner Bundwerkstadel, zweites Viertel 19. Jahrhundert; aus Kronberg (Gemeinde Winhöring) 1991–95 hierher transferiert. | D-1-71-137-44 | BW   |

### Steinhöring
| Lage                               | Objekt                     | Beschreibung                                                                          | Akten-Nr.     | Bild |
| ---------------------------------- | -------------------------- | ------------------------------------------------------------------------------------- | ------------- | ---- |
| Kronberger Straße 36 (Standort)    | Ehemaliges Kleinbauernhaus | Mit Blockbau-Obergeschoss, zweite Hälfte 18. Jahrhundert.                             | D-1-71-137-47 | BW   |
| Steinhöringer Straße 84 (Standort) | Stallstadel                | Westflügel des Vierseithofes, mit Bundwerk und Traufschrot, um Mitte 19. Jahrhundert. | D-1-71-137-50 | BW   |

### Unterau
| Lage                         | Objekt   | Beschreibung | Akten-Nr.     | Bild |
| ---------------------------- | -------- | --- | ------------- | ---- |
| Valentinstraße 33 (Standort) | Hakenhof | Wohnteil mit Blockbau-Obergeschoss, östlich angrenzend Wirtschaftstrakt, Mitte 19. Jahrhundert; quer angeschlossen kleiner Bundwerkstadel, gleichzeitig. | D-1-71-137-52 | BW   |

### Watzing
| Lage                 | Objekt | Beschreibung                                                                                                   | Akten-Nr.     | Bild |
| -------------------- | ------ | --- | ------------- | ---- |
| Watzing 1 (Standort) | Stadel | Backsteinbau, nordseitig verputzt, mit Bundwerkteil des 18./19. Jahrhunderts, am Giebel bezeichnet mit „1887“. | D-1-71-137-22 | BW   |

## Ehemalige Baudenkmäler
| Lage                                         | Objekt                                               | Beschreibung                                                                             | Akten-Nr.       | Bild |
| -------------------------------------------- | ---------------------------------------------------- | ---------------------------------------------------------------------------------------- | --------------- | ---- |
| Winhöring Am Gries 4 (Standort)              | Hausfigur heiliger Florian                           | Barock.                                                                                  |                 | BW   |
| Winhöring Landshuter Straße 33 (Standort)    | Ehemaliges Bauernhaus, sogenanntes Büchsenmacherhaus | Obergeschossblockbau, 1677.                                                              |                 | BW   |
| Winhöring Steinhöringer Straße 52 (Standort) | Zugehöriger Bundwerkstadel                           | Mit Traufschrot, um Mitte 19. Jahrhundert.                                               | D-1-71-137-48 ? | BW   |
| Winhöring Steinhöringer Straße 53 (Standort) | Zugehöriger Bundwerkstadel                           | Zweite Hälfte 19. Jahrhundert.                                                           | D-1-71-137-49 ? | BW   |
| Winhöring Toerringstraße 12 (Standort)       | Bauernhaus                                           | Flachsatteldachbau mit Putzgliederung, bezeichnet mit „1740“; Backhaus, 19. Jahrhundert. | D-1-71-137-15   | BW   |
| Aich Aich 4 (Standort)                       | Ehemaliges Zuhaus                                    | Mit Blockbau-Obergeschoss und Schrot, wohl erste Hälfte 18. Jahrhundert.                 | D-1-71-137-19   | BW   |
| Aich Haus Nr. 5 (Standort)                   | Zugehöriger Stadel                                   | Mit Gitterbundwerk, drittes Viertel 19. Jahrhundert.                                     | D-1-71-137-20 ? | BW   |
| Eck Haus Nr. 119 (Standort)                  | Hierzu kleiner Bundwerkstadel                        | Erste Hälfte 19. Jahrhundert.                                                            | D-1-71-137-25 ? | BW   |
| Enhofen Haus Nr. 7 (Standort)                | Hierzu Bundwerkstadel                                | Langgestreckte Anlage, bezeichnet mit „1836“; neben der Straße.                                                                                         | D-1-71-137-30 ? | BW   |
| Guntersberg Haus Nr. 89 (Standort)           | Ehemaliges Bauernhaus                                | Obergeschossblockbau mit Traufschrot, rückwärts Bundwerk, erste Hälfte 19. Jahrhundert.  | D-1-71-137-31 ? | BW   |
| Hart Haus Nr. 1 (Standort)                   | Zugehöriger Bundwerkstadel                           | Langgestreckte aufgestockte Anlage, um 1850/60.                                          | D-1-71-137-32 ? | BW   |
| Hart Haus Nr. 2 (Standort)                   | Zugehöriger Bundwerkstadel                           | Stattliche verlängerte Anlage, zweite Hälfte 19. Jahrhundert.                            | D-1-71-137-33 ? | BW   |
| Kronberg im Holzland Haus Nr. 7 (Standort)   | Zugehöriger kleiner Bundwerkstadel                   | Zweites Viertel 19. Jahrhundert.                                                         | D-1-71-137-39 ? | BW   |
| Pfaffenbuch Pfaffenbuch 22 (Standort)        | Ehemaliges Wohnstallhaus                             | Mit verschaltem Blockbau-Obergeschoss, im Kern erste Hälfte 19. Jahrhundert.             | D-1-71-137-41   | BW   |
| Salzing Haus Nr. 24 (Standort)               | Zugehörig zwei Bundwerkstadel                        | Drittes Viertel 19. Jahrhundert.                                                         | D-1-71-137-43 ? | BW   |
| Salzing Haus Nr. 30 (Standort)               | Zugehöriger Bundwerkstadel                           | Drittes Viertel 19. Jahrhundert.                                                         | D-1-71-137-45 ? | BW   |
| Schmitten Haus Nr. 109 (Standort)            | Zugehöriger Bundwerkstadel                           | Um 1850/60.                                                                              | D-1-71-137-46 ? | BW   |
| Steinhöring Kronberger Straße 38 (Standort)  | Ehemaliges Bauernhaus                                | Wohnteil mit Blockbauobergeschoss, 18. Jahrhundert.                                      | D-1-71-137-45 ? | BW   |
| Steinhöring Kronberger Straße 40 (Standort)  | Vierseithof                                          | Zwei Städel, beide mit Bundwerk, zweites Viertel 19. Jahrhundert.                        | D-1-71-137-46 ? | BW   |